# Abraham Sharon
Avraham Sharon, né Schwadron, était un journaliste, philosophe et musicien israélien du XXe siècle (10 septembre 1878 - 17 octobre 1957). Il est connu pour avoir établi une collection d'autographes et portraits aujourd'hui rassemblés à la bibliothèque nationale d'Israël.